# Stereogum
《Stereogum》是一家互联网日出版物，专注于音乐新闻、评论、采访和评论。该网站由斯科特·拉帕蒂娜（Scott Lapatine）于2002年1月创立。
《Stereogum》是最早的MP3網誌之一，并且获得了多个奖项和表彰，包括PLUG的年度音乐博客奖、《Blender》杂志的Powergeek 25奖，以及《娱乐周刊》评选的最佳音乐网站奖。该网站曾被授予威比奖的官方荣誉称号，并赢得了OMMA奖的娱乐/音乐类别的网站卓越奖。2011年，《Stereogum》获得了《村声》年度音乐博客奖。